# Präsidentschafts- und Parlamentswahl in Mosambik 2014
Die Präsidentschafts- und Parlamentswahl in Mosambik 2014 fand am 15. Oktober statt. Gewählt wurden der Präsident und die 250 Mitglieder der Assembleia da República. Sie fand gleichzeitig mit den Wahlen zu den Provinzparlamenten statt.
Die Präsidentschaftswahl ergaben eine deutliche Mehrheit von 57 % der abgegebenen Stimmen für den Kandidaten der langjährige Regierungspartei FRELIMO, Filipe Nyusi. Gleichzeitig konnte jedoch sein wichtigster Herausforderer, Afonso Dhlakama von der ebenso langjährigen Oppositionspartei RENAMO, seinen Stimmenanteil mit 36 % gegenüber der Präsidentschaftswahl 2009 verdoppeln. Der dritte Kandidat, Daviz Simango von der Partei Movimento Democrático de Moçambique (MDM), musste gegenüber 2009 Verluste hinnehmen und kam noch auf gut 6 % der Stimmen.

## Verhandlungen und kriegerische Auseinandersetzungen im Vorfeld der Wahlen
Die beiden Hauptkonkurrenten, Filipe Nyusi von FRELIMO und der Chef der RENAMO, Afonso Dhlakama, standen dabei für die beiden konkurrierenden Kriegsparteien des Mosambikanischen Bürgerkriegs, der zwischen 1977 und 1992 geherrscht hatte. Afonso Dhlakama, bereits zu Bürgerkriegszeiten unangefochtener, autoritärer Chef der RENAMO, war auch bei allen vier vorangegangenen Präsidentschaftswahlen seit 1994 als Kandidat seiner Partei angetreten und hatte nach all diesen, laut offiziellem Ergebnis jeweils vom FRELIMO-Kandidaten gewonnenen Wahlen, den Sieg für sich beansprucht und seine Niederlage auf Wahlfälschungen zurückgeführt.
Nicht zuletzt da die ehemalige Guerillaorganisation RENAMO nie die Waffen aus dem Bürgerkrieg abgegeben hatte und Dhlakama also über eine starke und bewaffnete Privatarmee verfügte, hatte sich die FRELIMO-Regierung im Vorfeld der Wahlen auf Verhandlungen mit Dhlakama über das Wahlsystem und insbesondere auf Dhlakamas Forderung eingelassen, eine insgesamt mehrere tausend Personen umfassende, von den großen Parteien gestellte Gruppe bezahlter, offizieller Wahlbegleiter für jedes Wahlbüro gesetzlich zu verankern. Dhlakamas Forderungen in diesem Zusammenhang wurden nahezu ohne Abstriche erfüllt. Dennoch kam es in der Verhandlungsphase zu militärischen Aktionen und Überfällen bewaffneter RENAMO-Anhänger, die in wenigen Gebieten bürgerkriegsähnliche Zustände hervorriefen.

## Ergebnis

### Präsidentschaftswahl
| Kandidaten        | Kandidaten        | Parteien                            | Stimmen    | %    |
| ----------------- | ----------------- | ----------------------------------- | ---------- | ---- |
|                   | Filipe Nyusi      | Frente de Libertação de Moçambique  | 2.803.536  | 57,0 |
|                   | Afonso Dhlakama   | Resistência Nacional Moçambicana    | 1.800.448  | 36,6 |
|                   | Daviz Simango     | Movimento Democrático de Moçambique | 314.759    | 6,4  |
| Gesamt            | Gesamt            | Gesamt                              | 4.918.743  | 100  |
|                   |                   |                                     |            |      |
| Ungültige Stimmen | Ungültige Stimmen | Ungültige Stimmen                   | 457.586    | 8,5  |
| Wähler            | Wähler            | Wähler                              | 5.376.329  | 49,0 |
| Wahlberechtigte   | Wahlberechtigte   | Wahlberechtigte                     | 10.964.377 |      |

### Parlamentswahl
| Listen                            | Listen                                                               | Stimmen    | %    | Mandate |
| --------------------------------- | -------------------------------------------------------------------- | ---------- | ---- | ------- |
|                                   | Frente de Libertação de Moçambique                                   | 2.534.845  | 55,7 | 144     |
|                                   | Resistência Nacional Moçambicana                                     | 1.499.832  | 32,9 | 89      |
|                                   | Movimento Democrático de Moçambique                                  | 385.683    | 8,5  | 17      |
|                                   | Partido de Ampliação Social de Moçambique                            | 10.656     | 0,2  | –       |
|                                   | Partido para a Paz, Democracia e Desenvolvimento/Aliança Democrática | 9.437      | 0,2  | –       |
|                                   | Partido da União para a Reconciliação                                | 8.929      | 0,2  | –       |
|                                   | Sonstige < 0,2 %                                                     | 103.001    | 2,3  | –       |
| Gesamt                            | Gesamt                                                               | 4.552.383  | 100  | 250     |
|                                   |                                                                      |            |      |         |
| Ungültige Stimmen                 | Ungültige Stimmen                                                    | 690.516    | 13,2 |         |
| Wähler                            | Wähler                                                               | 5.242.899  | 47,8 |         |
| Wahlberechtigte                   | Wahlberechtigte                                                      | 10.964.377 |      |         |
|                                   |                                                                      |            |      |         |
| Quelle: Boletim 104/2013, I Série |                                                                      |            |      |         |

## Unregelmäßigkeiten während der Wahlen
Es gab vielfältige Hinweise auf Unregelmäßigkeiten während der Wahl, insbesondere auf das auch bei früheren Wahlen verbreitete „Wahlurnen-Stopfen“, also das illegale Befüllen von Wahlurnen mit massenhaft von einzelnen Personen im Sinne eines bestimmten Kandidaten markierten Stimmzetteln, das teilweise zu absurd hohen Wahlbeteiligungen (in einem Fall von über 100 %) und unglaubwürdig hohen Stimmergebnissen eines Kandidaten führte. Derartige Wahlfälschungen waren in der absoluten Mehrheit der Fälle für den Kandidaten der FRELIMO.
Afonso Dhlakama forderte daraufhin Verhandlungen mit der Regierungspartei FRELIMO, da er sich um einen Wahlsieg betrogen sah.